# 込由野しほ
込由野 しほ（こみゆの しほ、5月19日 - ）は、日本の漫画家。愛知県出身。血液型はO型。
2002年、「ビバ☆恋ゴコロ」（第50回 りぼん新人漫画賞 佳作、集英社の『りぼん初夏のびっくり大増刊号』掲載）にてデビューした。

## 作品リスト

### 少女漫画
ストーリー漫画
- すてき応援歌
- ベリィ♪チアガール
- お子ちゃまパンチ☆
- 出ましたっ!パワパフガールズZ（全2巻） 原作：プロジェクトPPGZ、原案：カートゥーンネットワーク
- 幸せ色の自転車
- 姫ちゃんのリボン カラフル（全4巻） 原作：水沢めぐみ『姫ちゃんのリボン』
- 下鴨アンティーク アリスと紫式部（全3巻（電子書籍のみ）） 原作：白川紺子
- セカンド・キス
- 春と桜の音（2013年春の大増刊号『りぼんスペシャルキュート』）
- リミットで駆けだす（2013年夏の大増刊号『りぼんスペシャルバニラ』 - 2013年夏の大増刊号『りぼんスペシャルミント』）
- 夜行（全2巻） 原作：森見登美彦
- ボクにしなよとは言うけれど
- 谷中びんづめカフェ竹善（全5巻（電子書籍のみ）） 原作：竹岡葉月
- とあるおふたり暮らし（『プチコミック』2022年増刊秋号[1] - 連載中）
- ほどなく、お別れです（『マンガワン』2023年5月2日 - 連載中） 原作：長月天音

漫画の描き方講座
- たまご先生のまんが教室 読めばすぐ描ける!（編：りぼん編集部）

### 学習漫画
- まんがで読む 万葉集・古今和歌集・新古今和歌集（監修：吉野朋美、共著）
- 学習まんが 世界の伝記 NEXT ナイチンゲール 新しい道を切り開いた看護の母（監修：高田早苗、シナリオ：堀ノ内雅一）